# آرتور برناردس
آرتور برناردس (پرتغالی: Arthur Bernardes; ۸ اوت ۱۸۷۵ – ۲۳ مارس ۱۹۵۵) وکیل و سیاستمدار اهل برزیل بود.
وی از سال ۱۹۲۲ تا ۱۹۲۶ رئیس‌جمهور برزیل، از سال ۱۹۱۸ تا ۱۹۲۲ فرماندار مینا ژرایس، از سال ۱۹۰۹ تا ۱۹۵۵ در چهار مقطع زمانی عضو مجلس نمایندگان برزیل و از سال ۱۹۲۷ تا ۱۹۳۰ عضو مجلس سنا برزیل بوده‌است.